# Music for a Large Ensemble
Music for a Large Ensemble est une œuvre musicale de Steve Reich composée en décembre 1978 pour un ensemble concertant d'une trentaine de musiciens et vocalistes. Elle constitue l'ultime pièce du compositeur écrite dans son style dit de « minimalisme mature » et la première composée pour un autre ensemble musical que le sien.

## Historique
Cette œuvre, commandée par le Holland Festival pour le Netherlands Wind Ensemble, fait suite aux travaux orchestraux de Steve Reich développés dans deux compositions précédentes, Music for Mallet Instruments, Voices, and Organ (1973) et surtout Music for 18 Musicians (1976). La commande passée au compositeur en 1976 s'est faite dans un contexte de questionnements personnels pour Steve Reich, qui, à cette période, éprouve le sentiment de ne plus pouvoir composer sans se répéter et d'« avoir tari la source » créatrice. Après une période d'études de ses racines hébraïques, notamment à Jérusalem en 1977, il s'applique à honorer la commande du Holland Festival en piochant dans les techniques et motifs des œuvres précédemment citées pour « assembler » Music for a Large Ensemble. L'écriture de l'œuvre sera terminée en décembre 1978 et constitue à ce jour la composition de Reich qui implique le plus grand nombre d'instruments (une trentaine) ainsi que sa première pièce écrite pour un autre ensemble que le sien.
Elle est créée le 14 juin 1979 à Utrecht par le Netherlands Wind Ensemble sous la direction de Reinbert de Leeuw lors du Holland Festival. Cette version initiale de 21 minutes est raccourcie par Steve Reich à l'hiver 1979 lors des répétitions du compositeur avec son propre ensemble, le Steve Reich and Musicians qui en donne la première exécution américaine le 19 février 1980 au Carnegie Hall à New York sous la forme connue actuellement. Le premier enregistrement est effectué le jour suivant par le même groupe.

## Structure
Elle a été écrite pour quatre marimbas, deux xylophones, un vibraphone, quatre pianos, deux violons, deux altos, deux violoncelles, deux contrebasses, deux clarinettes, une flute, deux saxophones, quatre trompettes et deux voix féminines amplifiées. Steve Reich, au sein du Steve Reich Ensemble, joue généralement une des partitions pour piano et marimba.
L'œuvre se décompose en quatre sections, chacune formant l'arche classique ABCBA chère à Reich.
Music for a Large Ensemble, initialement écrite avec une section centrale supplémentaire (qui fut retirée par le compositeur), devait durer 21 minutes. Elle ne dure plus que 16 minutes, et a vu son tempo accéléré de 184 à 212 battements par minute.

## Enregistrements
- Music for a Large Ensemble/Violin Phase/Octet, par Steve Reich and Musicians, ECM New Series 1168 (1980).
- Triple Quartet comprenant Music for a Large Ensemble par les ensembles Ossia et Alarm Will Sound dirigés par Alan Pierson, Nonesuch Records (2001).